# Arenaria poeppigiana
Arenaria poeppigiana är en nejlikväxtart som beskrevs av Paul Rohrbach. 
Arenaria poeppigiana ingår i släktet narvar och familjen nejlikväxter. Inga underarter finns listade i Catalogue of Life.